# 櫛笥隆致
櫛笥 隆致（くしげ たかちか）は、戦国時代の公卿。正親町三条公兄の孫。父は松陰居士。従四位上左中将。娘の隆子（逢春門院）は後西天皇の生母。贈左大臣。

## 生涯
勅勘を蒙り出奔した当主隆昌のあと四条家の養子となった兄の隆憲の養子となり、天正19年（1591年）の隆憲の死を受けて四条家を継いだ。しかし隆昌は、慶長6年（1601年）5月、徳川家康の奏請により、勅免出仕し四条家に戻った。このため子の隆朝は別家を立て櫛笥家と称した。こうした事情から、隆致を四条家の当主として記述する史料もある。慶長18年（1613年）7月6日、58歳で薨去。寛文7年7月28日（1667年）、左大臣を追贈された。

## 系譜
- 祖父：正親町三条公兄
- 父：松陰居士
- 母：三条西実枝女
- 生母不明の子女
  - 男子：櫛笥隆朝（1607-1648）
    - 子の隆方と隆胤が続いて当主となる。

  - 男子：園池宗朝（1611-1661）
    - 園池家の祖。子の宗純（のち実卿）はそのまま園池家を継ぎ、隆賀（初め実廉、隆慶）は従兄の隆胤の養子となる。この隆賀の娘が櫛笥賀子である。

  - 長女：櫛笥隆子（逢春門院）（1604-1685） - 後水尾天皇後宮、後西天皇生母
  - 次女：山内忠義継室
- 諸説あり
  - 女子：貝姫（1624?-1642） - 伊達忠宗側室、伊達綱宗母